# 黎維良

黎维良（越南语：／，1814年—1833年），越南后黎朝皇室后裔，翊武公黎维祗之孙、延嗣公黎维𬓋之子。1817年，黎维𬓋因谋逆事败被阮朝凌迟处死。年仅三岁的黎维良在家臣杜仲钏的保护下，逃往宁平土司郭必功等人家中藏匿。黎维良长大后，与杜仲钏、郭必功等人暗中进行“反阮复黎”活动。宁善兵变失败后，黎维良于1832年春季正式发动起义，号称大黎皇孙，授任官职。由于扶黎起义声势浩大，明命帝调集清华、乂静、河宁、山兴宣四督重兵进行镇压。1833年，黎维良等人兵败被俘，于顺化被凌迟处死。

## 生平

### 早年经历
黎维良，祖籍清华处瑞原县蓝山乡，其父黎维𬓋原是后黎朝黎显宗的曾孙、翊武公黎维祗的长子。1802年阮朝灭亡西山朝，平定北河，黎维𬓋被阮世祖阮福映封为延嗣公，监守黎祀。黎维𬓋成为北河黎族首领，并于成年后迎娶了阮朝北城总镇阮文诚之女，生下了黎维良。不久后，黎维𬓋擅杀守阍官，遭到阮朝夺俸省仪处罚，黎维𬓋因此郁郁寡欢，与家臣密谋造反。嘉隆十五年（1816），黎维𬓋谋逆败露，全家株连。只有黎维良在家臣杜仲釧的保护下，潜逃至清化上游的山林之中。后来杜仲釧更名黎维然，带着年幼的黎维良投奔宁平土司郭必功，受到郭必功与其弟郭必在、堂弟郭必济、侄子郭必岩等人的庇护。郭必功等人一面接受阮朝的官职，一面密谋推翻阮朝，恢复黎室。经过长期的准备，郭必功等人势力逐渐遍布整个宁平上游地区。明命十三年（1831），黎维良已经十八岁，郭必济开始准备起事。

### 扶黎起义
明命十三年（1831）春，黎维良、郭必济派人致书于驻守乂安省镇宁府的宁善兵，相约一同举事。宁善兵主要由死罪囚犯组成，不堪镇宁府夏热瘴气，遂在头目陈肆、杜保的带领反动叛乱，杀死队长杜仲台及弁兵八人。宁善兵随即焚烧屯堡，掠夺器械，由祁山、会元二县取道山路，前往宁平与黎维良会合。安静总督谢光巨得知后，立即派兵追捕。明命帝也下令清化、宁平、河内、山西诸地方堵截围剿。最终宁善兵在乐土县安志社被悉数擒获，陈肆、杜保凌迟处死。因黎维良、郭必济是该起叛乱的主谋，明命帝再次下令清化、宁平、河内、山西各省督抚在三个月内将其捉拿到案。黎维良等人逃到了山西省美良县让老社，成功躲避了官府的追捕。
明命十四年（1832）三月，黎维良等人决定正式起事。黎维良被推戴为盟主，号称大黎皇孙，并且制作印信，受封诸将，郭必功为统将，统领各路人马。郭必济为前军、郭必在为后军、郭必岩为左军、郭福成为中军、高曰卞为右军。黎维然为统制、张廷珖为统领、黎文吝为调拨、郭廷至为天雄军。黎维良等人以让老社为据点，驱使奉化、安化、乐土三县土民为战兵，附近逋犯、饥民纷纷前来投奔，旬月之间拥众数千人。在击败前来弹压的山西前雄奇、河内前振奇、宁平左奇三支官军以后，黎维良又在内应的帮助下，夺取芝泥堡。乐土县石碑社土豪丁世德、丁世爽、丁功郑、郭功荐等人也起兵响应黎维良。黎维良以芝泥堡为据点，派遣郭必功、郭必在率众南下攻打宁平省，黎维然率众北上，与丁世德等人合伙夺取兴化、山西。

#### 宁平战役
芝泥堡距离天关府城20公里，郭必功、郭必在率众围攻天关府城，副管奇武世界、知府陶文諠、防御使郭功专等人坚守待援。不久后，宁平领兵官陈有礼率兵兵象400人赶到，击破天关府城外阆丰社的义军屯垒。郭必功、郭必在自觉不敌，只得率众退回芝泥堡。郭必功、郭必在回到芝泥堡后，派遣郭廷至、黎文吝率兵七百自式谷山中出围可封、排礼二社，驻守彰德县瑞雷社的河内领兵官阮文谨率兵救援，郭廷至、黎文吝退走。山西领兵陈文禄、应和府管兵阮登庆合兵千余人，与屯守美良县明良社的义军千余人鏖战三个时辰，才将义军击退。
由于前线相持不下，明命帝命令安静总督谢光巨率兵1000人、战象5匹，清化护抚阮登楷率兵700人、战象2匹前往宁平会剿黎维良。不久后，又以安静总督谢光巨为宁平道总督诸路军务，统率诸军前往宁平围剿义军。黄登慎、阮登楷为参赞军务，与谢光巨会师。面对来势汹汹的阮朝大军，黎维良等人固守芝泥堡为据点，分兵屯守杯江两岸的安队、遵裕、䓢蒂、髯下、功堆、坦堆、段原七所，又于安乐县设三堡，以对抗官军。阮军抵达后，与义军进入了相持阶段。到了三月末，据守杯江上游的义军粮食耗尽，开始袭击了花蒂渡，劫掠粮食。四月初，明命帝下令沿江设堡防守，禁止商船通行。这一政策使得义军物资日渐短缺，开始频繁到下游掠夺粮食。谢光巨、黄登慎、阮登楷率兵抵达天关府城时，义军数百人正在劫掠嘉远县民家，索取兵粮。又有义军数百人于奉化县安蒙社山亭上列烛张旗，劫掠民家粟米，谢光巨等人分兵将其击退。明命帝授谢光巨为总督剿捕宁平土匪军务。黎维良、郭必济等人于奉化县设空谷屯、柿树屯、安治亚堡、心亭屯，嘉远县设华闾、段原二所、安化县设䓢蒂、功堆、坦堆、遵裕、安队五所，并以水机船三十余艘扼守水陆。
谢光巨等率兵自嘉远县返回天关府城，清化广施土司阮廷邦因不满黄登慎的催促，反戈叛乱。阮廷邦逃回清化，与其兄阮廷发，串通乐土郭功温、郭功业等人，纠集部众五百人起事，袭击横江堡。中敖寨土目阮廷眬为之内应，夺取横江堡。阮廷邦等人率众进围铺葛堡，侵入永禄县，烧毁民宅。阮廷邦占据铺葛堡后，拥众千余人，设屯守二十余册。宁平护抚阮克凭派遣领兵官范廷保前去镇压。
四月下旬，谢光巨、黄登慎、阮克楷率水陆阮军进攻占据安化县赤土社，义军死伤惨重，退走芝泥。阮军进取安队、遵裕、髯下诸堡，郭必功等人放弃芝泥堡逃走。坦堆、段原诸堡溃散。郭必济退往提谷、猗那一带，郭福诚占据亚堡。谢光巨与北路而来的海阳领兵阮文凤、河内领兵阮文谨、水师领兵尊室钟会师，随后命阮文谨等人率兵700留守芝泥堡，尊室钟守式谷，自己率大军自赤土往提谷、猗那，郭必济遁走。谢光巨率兵返回天关府城，等到雨季结束，进攻山音。又派遣参赞阮克楷率兵围剿清化境内的义军。谢光巨、黄登慎率大军攻破安化县高堆、玉堆二社，烧毁屯寨，直抵亚堡，郭福诚率众逃走。阮登楷同样在永禄县奉公社取得胜利，连破耆艾、仁路诸屯。绍化管府阮廷共攻破锦水县义军屯堡，与阮登楷会师。
五月初，清化护抚阮登楷于广地县枯桥击败义军，阮可凭亦夺取魔谷堡，阮廷邦、阮廷发等人败退。阮克凭、阮登楷进兵罗山，阮廷邦、阮廷发再度溃走，弃守横江堡。阮军追至，因雨季到来，遂命阮廷共驻守横江堡，阮可凭、阮登楷退回铺葛堡。至古汴册，清化总督阮文仲、参赞何维藩率大军抵达，遂分兵阮登楷由石城、永禄山路挺进，何维藩、阮可凭由石城上游山路挺进。阮军一路作战，直抵铺葛堡，开砲击溃义军，焚烧屯寨。谢光巨、黄登慎攻破亚堡后，兵分五路，直取山音。郭必功、黎维良逃往石碑，阮军烧毁屯寨三十余所，缴获畜产。因未能捕获郭必功、黎维良，所以谢光巨等人决定进攻石碑，适逢山西领兵陈文禄率兵自崇峰抵达，谢光巨遂出兵石碑。
五月下旬，明命帝鉴于阮廷邦、阮廷发已经溃不成军，护抚阮可凭、阮登楷等人足够弹压，遂命清化总督阮文仲、参赞何维藩、清化领兵张文厚、山西领兵陈文禄、南定领兵兼水师阮文丰来京，河内水师领兵尊室钟也撤回。六月初，明命帝认为阮军攻取芝泥、山音，土匪溃散，加之夏季即将到来，遂命谢光巨、黄登慎、阮克凭、阮登楷等人退兵。

#### 兴化战役
黎维良、郭必功等人南下夺取芝泥堡的同时，派遣黎维然与丁世德、丁世爽、丁功郑、郭功荐率众二千余人，攻入兴化上游的沱北州。黎维然等人先取澫坡堡，再破琼林堡，沿沱江而下，水路并进进攻山西不拔县。青川县土知县丁功琎、木州土知州车文振、兴雄奇率队丁功璘起兵响应，与当地土匪阮文间、黎文勃等人聚兵于巨同册，部众多达二千余人。山西领兵官裴文道前往征讨，被击溃。黎维良授予丁功琎为前锋、车文振为调拨、丁功璘为统领，使之与黎维良一同围攻兴化省城。黎维然主力抵达兴化省城时，城中只有守兵四百人。兴化署布政使吴辉濬、署按察使陈玉琳、领兵裴文道率众坚守城池，黎维然无法攻克。
三月末，兴化省城周围的三农、不拔二县已经为黎维然部控制，为了阻挡山兴宣护督胡佑的大举，黎维然于沱江东岸连山设堡，以板船、竹散泊于江上，与山堡复为犄角。原宣光镇守潘伯奉率兵400人救援兴化省城，于不拔县溪上与义军千余人遭遇，战死。四月初，山兴宣护督胡佑亲率大军抵达广威府，认为义军占据水陆优势，遂向明命帝请求，调河内水师助战。黎维然再次攻击兴化省城失败后，分派中军阮文筹率众千余人渡过洮河，攻击上游的临洮府，击败管府阮文香、宣光领兵陈有晏，因黄文恬率左雄奇援兵抵达，阮文筹率众退去。明命帝授范文理为总统剿捕兴化土匪军务，催促其进兵剿灭义军。山兴宣护督胡佑分派诸道设四堡阻止义军蔓入山西，义军千余人自富安、安蒲、物安山分前来挑战。阮军以神功过山炮将其击溃，义军七百余人惊惧惶恐，丢弃器械，仓皇逃过沱江，遭到阮军水师的邀击，死伤惨重。阮军遂进抵兴化城下，与城中阮军合兵反击。义军大败，退走青川县芳胶册。宣光领兵陈有晏、临洮府知府枚克敏也于山围县垭原击溃义军，斩杀阮文筹等数十人。义军退回崇峰以上，丁功琏与崇峰土司该队丁功署据守琼林堡一带，设下三堡。黎维然、丁世德则退回石碑。不久后，山西青波县武偃堡该队范允勇自称“扶黎掌后军统制统领左洮河大将军郡公”，烧毁青波县城，相应黎维良起义。兴化安立县土知县丁功尊自称调拨，土县丞杜曰斋自称统领起兵，与范允勇、丁功琏合兵攻打夏华、华溪二县，分兵攻入福禄县礼原、三山境内，威胁兴化省城。兴化副领兵宋文琬率兵将其击退。
四月下旬，范文理抵达广威府，与胡佑会师。范文理决定先平定洮河上游正在崛起的范允勇、丁功尊，遂派遣宣光领兵陈有晏、永祥管府阮维儜、临洮管府黄文恬、土知州梁伯选、刘仲璋等人围剿范允勇等人呢，将其击败。文盘州土知州黄金盛号称统领，率州民四百人攻击镇河堡，堡中土兵响应，抢夺器械，开放囚犯。另一股义军攻击百廪堡，率队武文义开门响应。兴化署抚吴辉濬派遣属省该队陈文富、镇安土知县阮廷汉，以及水尾、昭晋诸州率兵围剿文盘县的黄金盛。黎维然、丁世德率众数百人自石碑至沱北州贤良、豪壮二社，索取兵粮，土民逃走。范文理得知后，决定先行扑灭黎维然。遂于胡佑亲率三路大军，沿着沱江水陆并进。
五月初，因胡佑无能，明命帝将其罢免，改任黎文德为山兴宣总督、充参战军务。总统范文理、参赞范文典率大军地达琼林堡，杀散义军。与此同时，青川县义军转移至不拔县境内，于修武、山畔索取兵粮，又于沱江北岸凤毛、凌霜等册聚众千人，活跃在阮军后方，威胁粮道。兴化署抚吴辉濬亲自率兵前往青川围剿，保证粮道畅通。范文理得获悉后方情况后，立即命阮文权兵船按守贤良峝，阻截活跃在沱北州的黎维然。又名卫尉段文改率兵600、象2匹，留守琼林堡。自己则率大军返回修武，分道追击青川义军。范文理率兵攻破山围县胜山诸册，范文典率兵进取巨同、巨胜诸册，与吴辉濬合力追剿。随后参赞黎文德亦率水军抵达前线。范文理、黎文德率军进入青川县搜捕丁功琏、范允勇，义军逃往山林。范文典则与吴辉濬搜捕巨同、巨胜诸册，挖掘丁功琏祖坟。阮文权等人率水军收复沱北州澫坡堡，义军散逸于山林之中。兴化文振县下路堡土目琴因锦、琴因堆捕获了中军阮文五。
五月下旬，吴辉濬率兵抵达东珖堡，黄金盛率众投降，明命帝下令将其押往顺化候审。吴辉濬既而进兵文盘州，收复镇河堡，委派镇安土知县阮廷汉兼理文盘州。沱北州义军散聚于沱江两岸，范文理退走后，义军重新集结数百于沱北州豪壮峝，袭击驻守澫坡的阮文权水师。范文理、黎文德获悉沱北战报之后，留兵防守不拔县地头，又命范文典驻守修武，防截青川义军。亲率大军前往澫坡，义军闻风退走。
六月初，范文理以黎文德率600人留守澫坡，自己率兵千余人返回琼林堡，由崇峰进剿宁平义军。不久后，明命帝认为兴化土匪远遁，遂命范文理、黎文德等人撤兵。兴化境内的起义力量基本被阮军扫除，兴化战役结束。

#### 起义失败
六月中旬，在明命帝的撤兵诏谕到达前线之前，兴化道总统范文理、参赞黎文德等人决定彻底清剿黎维良、郭必功等人，遂亲率主力军1000余人由沱北州琼林堡，取道崇峰册，进抵乐土县扶辇社，与宁平诸军一起会剿石碑社。宁平道总督谢光巨、参赞黄登慎等人亦率军前往石碑社，与范文理会师。因范文理年迈生病，只得暂时退回琼林，由领兵官陈文禄率兵随同总督谢光巨追剿黎维良等人。不久后，谢光巨、黄登慎率兵进抵上谷，距离石碑社半日之程，沿途土民纷纷逃走。谢光巨招来土目高曰哙，严饬其协助追捕黎维良等人。高曰哙十分畏惧，乞求宽限时日。高曰哙回去后，出卖了藏匿于其地黎维良、黎维然等人，将其抓捕献于谢光巨帐下。义军头目扶黎大将军范允勇被山西巡兵俘虏、左河将军黎文吝被河内巡兵俘虏。六月下旬，明命帝下诏正式宣布宁平、兴化二道班师，并将黎维良之罪布告中外。

### 去世
明命十四年（1833）秋季，黎维良、黎维然等人被押送至顺化处决。黎维良去世时，年仅二十岁。黎维良起义直接导致了明命帝决心削除黎后、郑后的待遇，并且在1833年五月间接影响了南圻黎文𠐤之乱。